# Sima lepényhal
A sima lepényhal (Pleuronectes platessa) a csontos halak (Osteichthyes) főosztályának sugarasúszójú halak (Actinopterygii) osztályába, ezen belül a lepényhalalakúak (Pleuronectiformes) rendjébe és a lepényhalfélék (Pleuronectidae) családjába tartozó faj.
Nemének a típusfaja.

## Előfordulása
A sima lepényhal előfordulási területe az Atlanti-óceán északkeleti része, főleg az Északi-tenger. A Földközi-tengerben talált halak, valójában érdes lepényhalaknak (Platichthys flesus) bizonyultak. Bár meglehet, hogy a jégkorszakok idején be-betelepült a Földközi-tengerbe is.

## Megjelenése
Ez a halfaj elérheti a 100 centiméteres hosszúságot és a 7 kilogrammos testtömeget. Bár általában, csak 40 centiméteres; 24-30 centiméteresen már felnőttnek számít. A hátúszóján és a farok alatti úszóján nincsenek tüskéi, azonban az előbbin 65-79 sugár, míg az utóbbin 48-59 sugár látható. A bőre sima apró pikkelyekkel. A szemei mögött csontos kiemelkedés van. Felül barna vagy zöldesbarna, rendszertelenül elhelyezkedő élénk vörös vagy narancssárga pontokkal; alul fehér. Az oldalvonala egyenes, kissé elhajlik a mellúszók közelében. A hátúszó a szem szintjéig ér. Több mint 30 csigolyája van.

## Életmódja
Mérsékelt övi hal, amely egyaránt megél a sós- és a brakkvízben is. 0-200 méteres mélységek között él, de általában 10-50 méteres mélységben tartózkodik. A 2-15 Celsius-fokos hőmérsékletű kedveli. Az idősebb példányok mélyebben, míg a fiatalok a sekélyebb vizekben tartózkodnak. Általában az iszapba és homokba rejtőzve található. Főleg éjszaka tevékeny, a nappalt pihenéssel tölti. Tápláléka kis kagylók és csigákból, valamint soksertéjűekből áll.
Akár 50 évig is él.

## Szaporodása
A sima lepényhal egyik legfontosabb ívóhelye manapság, a Watt-tenger. A jeladókkal ellátott példányok, azt mutatták, hogy a tökéletes ívóhely eléréséhez, hosszú távokat is képesek megtenni. A halak akkor kezdenek ívni, amikor a tengervíz eléri a 6 Celsius-fokot.

## Felhasználása
Európának az egyik legfontosabb lepényhala, emiatt ipari mértékben halásszák. Egyes helyeken tenyésztik is. A sporthorgászok is kedvelik. Frissen vagy fagyasztva árusítják. Sütve, főve ehető. A városi akváriumokban is láthatóak.

## Képek

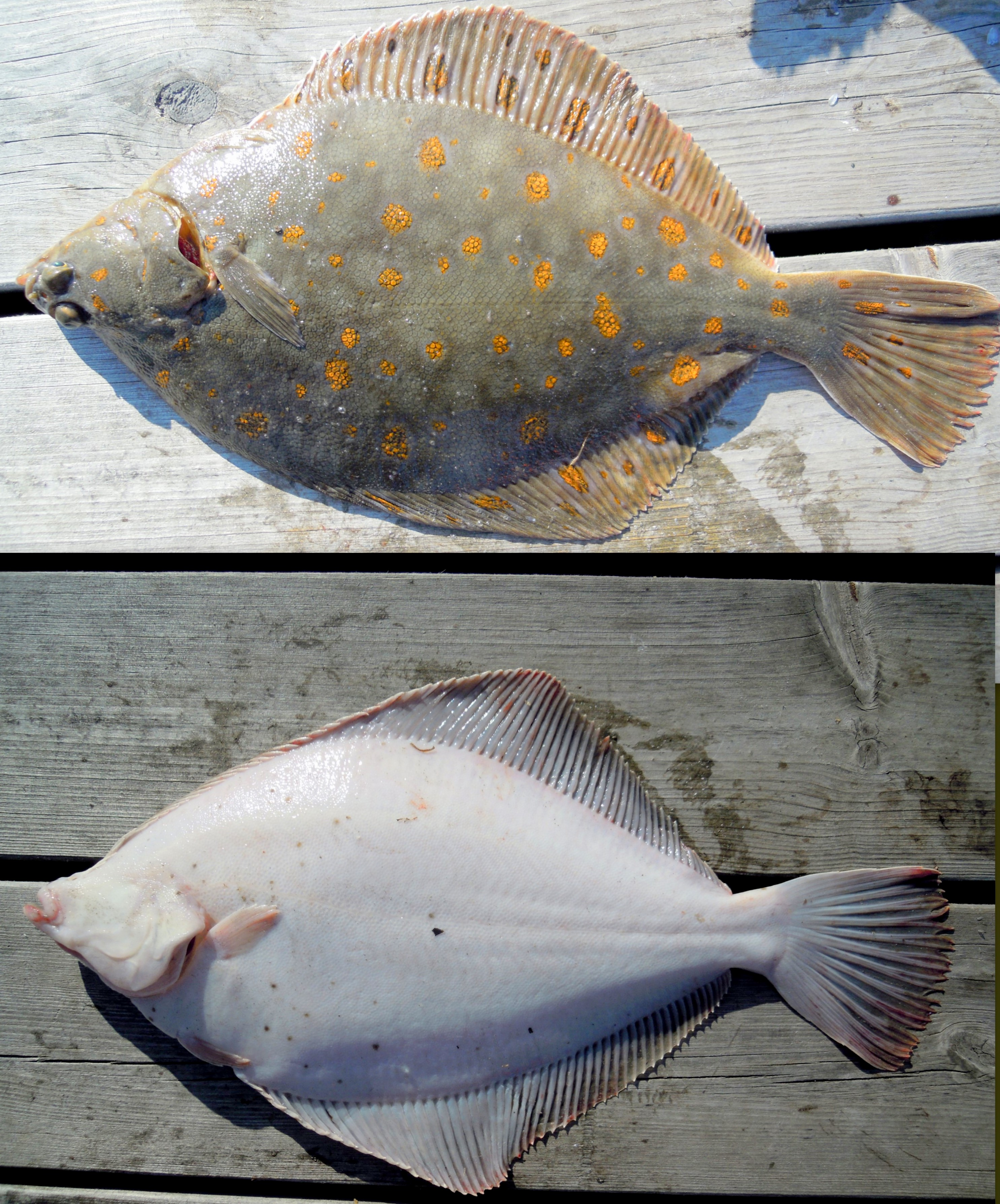
Felülről és alulról
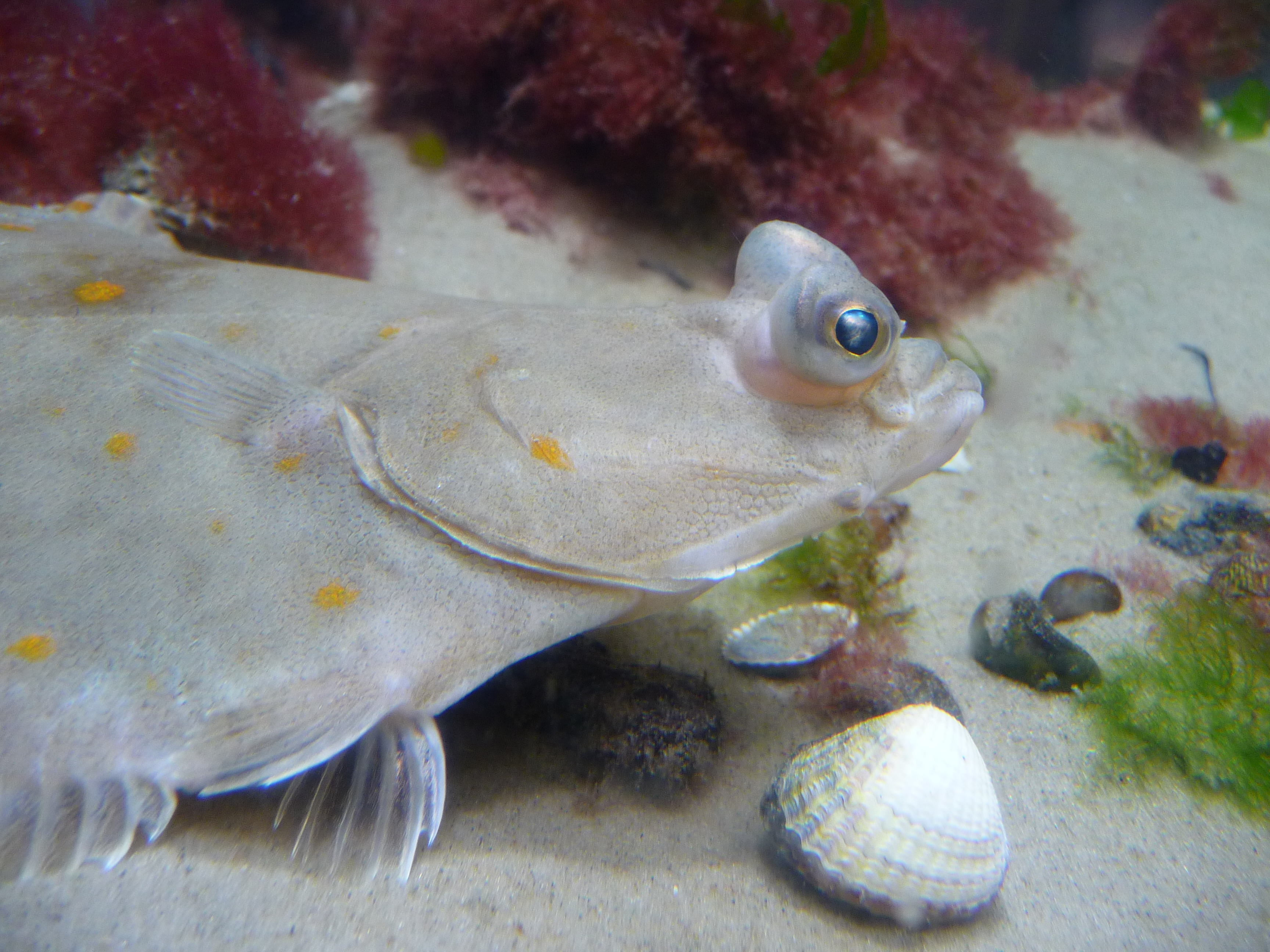
Portrék
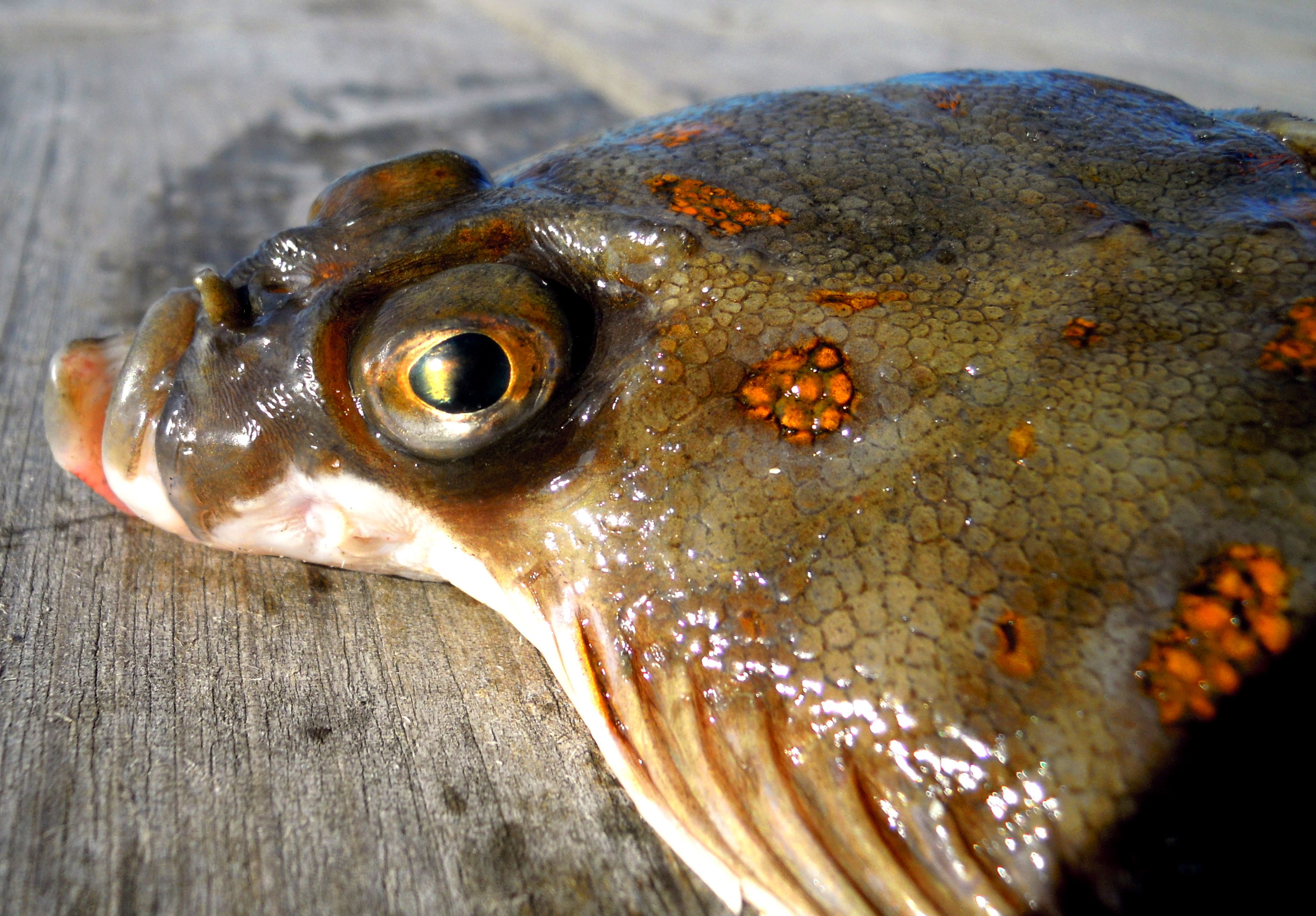
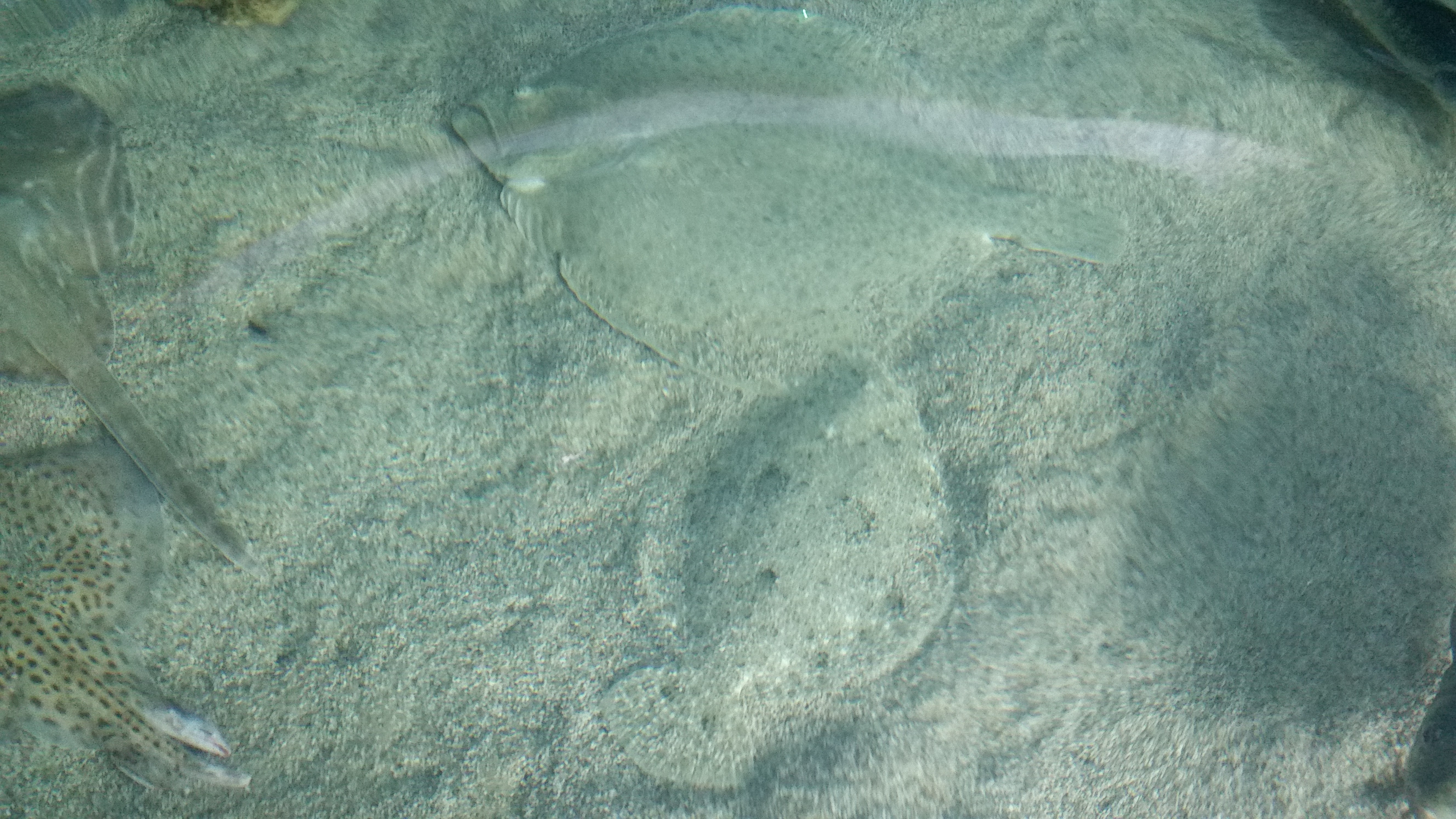
Igen jól álcázza magát
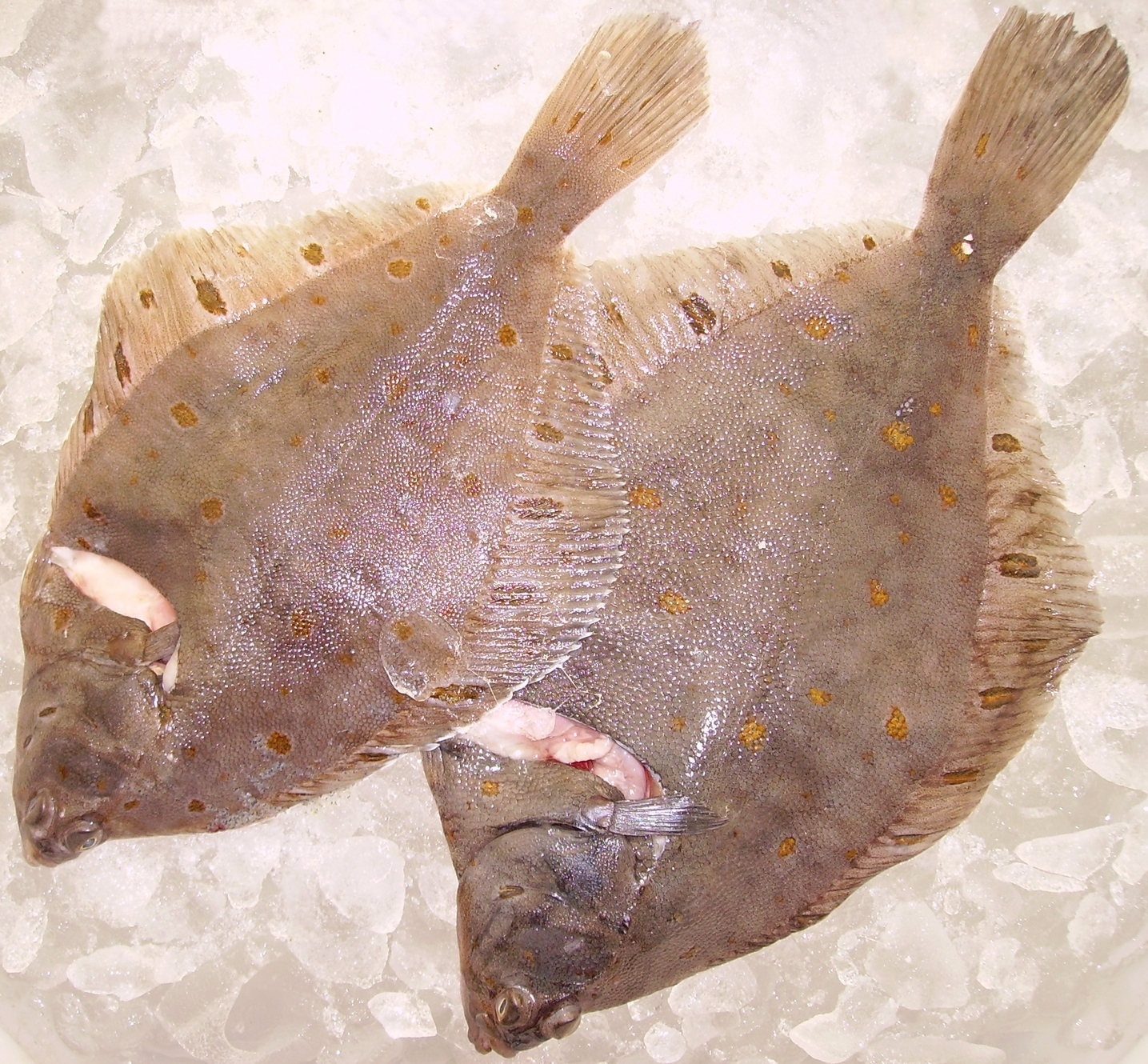
Két példány egy halpiacon